# Sūrmaq (ort i Iran)
Sūrmaq (persiska: سورمق) är en ort i Iran.   Den ligger i provinsen Fars, i den centrala delen av landet, 500 km söder om huvudstaden Teheran. Sūrmaq ligger 1 890 meter över havet och antalet invånare är 3 116.
Terrängen runt Sūrmaq är platt åt sydväst, men åt nordost är den kuperad.Runt Sūrmaq är det ganska glesbefolkat, med 25 invånare per kvadratkilometer. Sūrmaq är det största samhället i trakten. Trakten runt Sūrmaq är ofruktbar med lite eller ingen växtlighet.